# Father and Son (film 1912)
Father and Son è un cortometraggio muto del 1912. Il nome del regista non viene riportato nei credit del film.

## Trama
Sing Lee, un cinese proprietario di una lavanderia, si prende cura come un padre di un bambino che gli è stato affidato da una sconosciuta, una donna morente che si era riparata nella sua lavanderia. Il piccolo Jack cresce protetto dall'amore di Sing Lee che anche lui ama come un padre. La cosa non va giù ad alcuni vicini che denunciano il cinese. Nonostante le sue proteste, il ragazzo viene portato via dagli assistenti sociali, ma lui scappa per ritornare dal padre. Il caso finisce in tribunale, ma, alla fine, il giudice consente che i due tornino a vivere insieme.
Ormai adulto, Jack - che ha proseguito gli studi per merito dei sacrifici di Sing Lee - è diventato un avvocato di successo, fidanzato con la figlia del giudice. Un giorno, Sing Lee viene arrestato perché trovato in possesso di un coltello mentre assaliva un altro cinese. In realtà, la vittima dell'aggressione era invece proprio Sing Lee che, nel difendersi, aveva disarmato il suo assalitore. In tribunale, Sing Lee viene difeso dal figlio adottivo, che perora la sua causa raccontando di come lui stesso deve probabilmente la vita alle cure di quel padre dimostratosi sempre amorevole. La sua arringa, alla quale assiste la fidanzata con sua madre, giunge al cuore dei giurati che assolvono Sing Lee. Alla fine del processo, la moglie del giudice però lo mette davanti a una scelta, quella tra la fidanzata e il padre adottivo. Jack però non può rinnegare Sing Lee neanche per amore. La sua dirittura morale colpisce il giudice che gli confida che se avesse scelto diversamente, non avrebbe mai trovato la sua approvazione.

## Produzione
Il film fu prodotto dalla Vitagraph Company of America.

## Distribuzione
Distribuito dalla General Film Company, il film - un cortometraggio in una bobina - uscì nelle sale cinematografiche statunitensi il 15 gennaio 1912.